# Cape May Court House
Cape May Court House è un census-designated place (CDP) degli Stati Uniti d'America, situato nello stato del New Jersey, nella contea di Cape May, della quale è il capoluogo.